# Castell de Baells
El Castell de Baells o Fort de Baells es situat a Baells, a la Llitera, a la Franja de Ponent. L'estructura queda gairebé intacte. Destaca una torre de guaita dita «Torre de l'Homenatge». Es troba al centre del poble, al costat de l'església.
Aquest no va haver de ser el primer castell de Baells. Al contraure matrimoni amb Estefania, el vescomte d'Ager, Guerau Ponç de Cabrera, la va dotar amb diversos castells, entre els quals hi havia el de Baells.
És un notable edifici residencial i defensiu construït per Miquel Maüll i Cervelló, en la segona meitat del segle xvi en estil aragonès. Després va passar als Olzinelles. Finalment el posseí els Desvalls, un llinatge propietari d'un patrimoni estès pels comtats de Rosselló i Cerdanya, el Principat de Catalunya, el regne d'Aragó i Viena